# Древняя кора
Древняя кора, или палеокортекс, она же древний плащ, или палеопаллиум — это область коры больших полушарий в головном мозге млекопитающих, или область плаща в головном мозге более низших хордовых животных. Филогенетически самая древняя часть коры больших полушарий головного мозга, эволюционно более древняя, чем старая кора (она же архиокортекс, архиопаллиум) и новая кора (она же новый плащ, неокортекс, неопаллиум).
Старая и древняя части коры больших полушарий у млекопитающих вместе составляют аллокортекс, или гетерогенетическую кору. Различие между гетерогенетической («атипичной») корой, или аллокортексом, и «типичной» корой больших полушарий, или изокортексом, проводится на основании их цитоархитектоники и гистологического строения. Изокортекс, он же неокортекс («новая кора») во взрослом, дифференцированном состоянии имеет чётко различимые пять (у низших млекопитающих) или шесть (у высших млекопитающих, включая приматов и человека) слоёв, состоящих из разных типов клеток. В то же время аллокортекс («атипичная кора») млекопитающих, включая архикортекс (старую кору) и палеокортекс (древнюю кору), имеет более простое и «атипичное» гистологическое строение, и состоит всего из трёх, а в некоторых местах даже из двух, слоёв коры, чем напоминает плащ мозга более низкоорганизованных млекопитающих. У человека неокортекс («новая кора»), он же изокортекс («типичная кора») составляет более 90 % всей поверхности коры больших полушарий.
У человека располагается на нижней и внутренней поверхностях лобной и височной областей и большую её часть составляет обонятельная кора.

## Части древней коры
- Обонятельная луковица
- Пириформная кора, она же обонятельная кора
- Переднее обонятельное ядро
- Обонятельный тракт
- Передняя комиссура
- Крючок гиппокампа